# Reticulinella
Reticulinella es un género de foraminífero bentónico de la familia Loftusiidae, de la superfamilia Loftusioidea, del suborden Loftusiina y del orden Loftusiida. Su especie tipo es Reticulina reicheli. Su rango cronoestratigráfico abarca desde el Cenomaniense hasta el Maastrichtiense (Cretácico superior).

## Discusión
Clasificaciones previas incluían Reticulinella en el suborden Textulariina del orden Textulariida o en el orden Lituolida.

## Clasificación
Reticulinella incluye a las siguientes especies:
- Reticulinella fleuryi †
- Reticulinella kaeveri †
- Reticulinella reicheli †